# Avtor
Avtor je oseba, ki je izvorno napisala ali izdelala določeno delo in ga ni le prepisala ali razmnožila. 
Avtorjevo delo je lahko besedilo, glasba, likovno delo, plesna koreografija, filmski ali večpredstavnostni izdelek in podobno. Na avtorja so vezane avtorske pravice, ki jih določa zakonodaja države, katere državljan je avtor, in veljavne mednarodne pogodbe o zaščiti intelektualne lastnine.